# Ciro Molina Garcés
Ciro Molina Garcés (Santiago de Cali, Colombia, 16 de diciembre de 1891-24 de septiembre de 1953) fue un destacado gestor público de la modernización agrícola del departamento del Valle del Cauca. 
Ocupó el cargo de Secretario de Industrias (1926-1930) y Secretario de Agricultura y Fomento (1942-1947), ambos cargos en el departamento.
Entre sus obras más destacadas está la organización del primero estudio agronómico del Valle del Cauca o Misión Chardon (1929), la concepción de la Estación Experimental Agrícola de Palmira, el impulso desde su oficina a la formación del Comité Departamental de Cafeteros (1928), la compra y puesta en funcionamiento de la Imprenta Departamental, la instalación de la Universidad Nacional de Colombia sede Palmira, la creación de la CVC y la consecuente construcción de la Represa de Salvajina. 
También se le otorgan méritos en su gestión por la instalación de Nestlé en Bugalagrande en 1944 y por la introducción del cultivo de la Uva en los municipios de Roldanillo y Bolívar, germen de la industria vinícola del norte del Valle.
La Academia Colombiana de Ciencias y la Academia Ecuatoriana de Ciencias destacaron sus cualidades académicas.

## Biografía
Comenzó sus estudios en el colegio de los Hermanos Maristas, en Buga, y terminó la secundaria en Yanaconas. A comienzos de la primera década del siglo XX se trasladó a Bogotá para titularse como doctor en Filosofía y Letras por el Colegio Mayor de Nuestra Señora del Rosario, logro conseguido en 1914. Su tesis de grado titulada De re métrica trató sobre el canto A Popayán del poeta Guillermo Valencia. 
A su regreso a la hacienda El Hatico, en el municipio del El Cerrito, se interesó por asuntos agropecuarios bajo la influencia de su hermano Carlos Hernando, quien obtuvo el título de Veterinario en Cincinnati, EE. UU.

### Logros

#### Primer Estudio Agronómico del Valle del Cauca
El Valle del Cauca a comienzos del siglo XX no se había puesto a punto con la modernización agrícola o agricultura científica que se estaba empezando a practicar en el centro del país, en Antioquia y la sabana de Bogotá. Su cercanía con el proceso de modernización en los Estados Unidos le hizo ver la importancia de que las nuevas técnicas científicas ayudaran a fortalecer la economía regional, en un contexto de desaprovechamiento de la tierra por las formas arcaicas del cultivo y la ganadería. 
El principal problema para hacerlo era el desconocimiento de las posibilidades que las tierras del Valle brindaban para el cultivo. Desde la Secretaría de Industrias (1926-1930) promovió el Primer Estudio Agronómico del Valle del Cauca o Misión Chardon (1929), cuyos resultados "han sido considerados por los estudiosos del tema como el paso técnico-científico fundamental para la transformación moderna de la agricultura vallecaucana". En este estudio debía establecerse qué cultivos y variedades eran más aptos para cultivarse en el departamento, las plagas que enfrentarían y cómo controlarlas, problemas de la actividad ganadera como enfermedades, aclimatación y alimentación, legislación sanitaria, organización gremial, y, finalmente, métodos de divulgación a la población rural de los avances técnicos logrados. La Estación Experimental Agrícola de Palmira, encabezada por Carlos Durán Castro, fue la base de operaciones de esta misión.

#### Imprenta Departamental
En 1928 la gobernación adquiere los equipos necesarios para la instalación de la Imprenta Departamental del Valle del Cauca gracias al impulso que le da Ciro Molina Garcés, quien pone sus propiedades como garantía del préstamo. Si bien la imprenta brinda sus servicios a todas las dependencias, es de especial atención la función de divulgación de los resultados obtenidos en la Estación Experimental Agrícola de Palmira. 

#### Corporación Autónoma Regional del Valle del Cauca (CVC)
Teniendo en miras un enorme plan de irrigación de las tierras planas del Valle, el control del caudal del Río Cauca y el aprovechamiento de las aguas fluviales para la producción hidroeléctrica, en las postrimerías de su labor en la Secretaría del Agricultura y Fomento (1942-1947) y de su vida misma, logró el apoyo de insignes hacendados y empresarios de la región, del gobierno departamental y nacional durante el mandato del presidente Gustavo Rojas Pinilla, lo cual llevó a la donstitución de la primera corporación autónoma de Colombia, la CVC, en el año de 1954. Lastimosamente, no pudo estar en la puesta en marcha de los grandes proyectos de infraestructura que la CVC consiguió. 

#### Importación y adaptación de razas bovinas y equinas
Ciro Molina Garcés trajo a las haciendas El Hatico y El Trejito, de propiedad familiar, sementales de razas exóticas para cruzarlos con genética criolla, buscando la mejora de su productividad. Tras una infructuosa gestión para que el Departamento introdujera nuevas razas en la región, Molina asumió la tarea con dineros propios trayendo ejemplares de las razas bovinas Holstein, Friesian, Shorthorn y la ovina Charollais. 
En el campo de los equinos, importó caballos pura sangre árabes y prusiano oriental. Estos animales fueron puestos a disposición de quienes quisieran cruzarlos con sus animales.

#### Educación técnica y Universidad Nacional sede Palmira
Gestionó la creación de la Escuela Superior de Agricultura Tropical para después enfocarse en el establecimiento en la ciudad de Palmira de la Facultad de Agronomía de la Universidad Nacional de Colombia. Además, desde la gobernación promovió la formación en el exterior de científicos regionales mediante el otorgamiento de becas y el apoyo de instituciones internacionales que le eran conocidas. Uno de los jóvenes vallecaucanos que recibió ayuda de este programa fue el científico oriundo de Zarzal Víctor Manuel Patiño.